# Саламеа-де-ла-Серена
Саламеа-де-ла-Серена (ісп. Zalamea de la Serena) — муніципалітет в Іспанії, у складі автономної спільноти Естремадура, у провінції Бадахос. Населення — 3917 осіб (2010).
Муніципалітет розташований на відстані близько 260 км на південний захід від Мадрида, 120 км на схід від Бадахоса.
На території муніципалітету розташовані такі населені пункти: (дані про населення за 2010 рік)
- Сан-Крістобаль-де-Саламеа: 39 осіб
- Саламеа-де-ла-Серена: 3878 осіб

## Демографія
Динаміка населення (INE ):